# Ondol
Ondol (hangul 온돌, handža 溫堗 [on.dol]) ali gudeul (hangul 구들 [ku.dɯl]) je tradicionalni korejski sistem talnega ogrevanja, ki izkorišča toploto dimnih plinov za ogrevanje spodnje strani debelih zidanih tal prostora. Beseda ondol v sodobni rabi se nanaša na katerokoli vrsto talnega ogrevanja ali na hotel ali spalnico v korejskem slogu (v nasprotju z zahodnim slogom).
Glavne komponente tradicionalnega ondola so agungi (kurišče ali peč), dostopen iz sosednjega prostora, običajno kuhinje ali gospodarjeve spalnice, dvignjena zidana tla, pod katerimi so kanali za pretok dimnih plinov, in prostostoječ zidan dimnik za zadnjim zidom zgradbe. Ogrevana tla podpirajo kamniti stebrički in pregrade za usmerjanje in porazdeljevanje dimnih plinov. Tla v bivalnem prostoru so pokrita s kamnitimi ploščami, glino in neprepustno plastjo, na primer naoljenega papirja.

## Zgodovina

### Izvor
Rabo ondola so odkrili na neolitskih arheoloških najdiščih v severnokorejskih pokrajinah Sonbong in Severni Hamgjan. Najdišča so stara okoli 7000 let.
Zgodnji ondoli so se začeli kot gudeuli, ki so omogočali kuhanje in ogrevanje kuhinje. Ko se je v peči zakuril ogenj, se je plamen širil vodoravno, ker je bila odprtina za izstop dima na isti višini kot kurišče. Takšna konstrukcija je preprečila, da bi se dim dvigal  navzgor, s čimer se je povečal izkoristek toplote. Kasneje so dimne pline napeljali pod tla sosednjih prostorov.

### Etimologija
Izraz gudeul je izvirna korejska beseda. Po mnenju korejskega zgodovinarja Son Jintaa (1900-pogrešan v korejski vojni 1950-1953) beseda gudeul izhaja iz korejskega izraza guun-dol ki pomeni vroč kamen. Izgovarjava se je spremenila v gudol ali gudul in nazaj v gudeul.
Izraz ondol je sino-korejski. Pojavil se je proti koncu 19. stoletja. Med alernativna imena spadajo janggaeng (hangul 장갱, handža 長坑), hwagaeng (hangul 화갱, handža 火坑), nandol (hangul 난돌, handža 暖突) in yeondol (hangul 연돌, handža 烟突).

## Raba
Ondol se je vse do 1960. let uporabljal v večini korejskih domov za ogrevanje dnevnih sob, jedilnic, spalnic in drugih prostorov. Korejci običajno sedijo in spijo na tleh, jedo in delajo pa na nizkih mizicah in ne na visokih mizah in stolih kot na Slovenskem. Peči so kurili predvsem z riževo slamo, suhimi ostanki poljskih pridelkov, biomaso in vsemi vrstami lesa. Za pripravo jedi so uporabljali predvsem slamo in odpadke, za ogrevanje pa predvsem les. Peči so se kurile po potrebi ali enkrat do petkrat na dan, odvisno od potreb, vremena in letnega časa. 
Najtoplejši del ogrevanih tal je bil namenjen starejšim in gostom. Pri kurjenju s premogom ali premogovimi briketi sta se povečala onesnaževanje okolja in nevarnost zastrupitve z ogljikovim monoksidom zaradi nepopolnega zgorevanja. Sodobni korejski domovi se ogrevajo na bolj sodobne načine.
Sodobno talno ogrevanje temelji na enakih načelih, smo da kot medij za prenos toplote služi voda, ki kroži po ceveh.
- Dimnik s stranskimi odprtinami
- Dimnik
- Dimnik
- Dimnik s stranskimi cevmi

## Prednosti in slabosti
Ena od prednosti ondola je dolgotrajno zadrževanje toplote. Ogenj se je tradicionalno zakuril pod večer pred spanjem, da so bili prostori celo noč topli. Toplota se je širila enakomerno po celem prostoru. Najbolj topla so bila seveda tla pri vstopu dimnih plinov.
Razlika med ondolom in sodobnim radiatorjem je v tem, da se toplota iz radiatorja širi proti stropu, toplota ondola pa greje tako tla kot sam prostor. Ondol ni zahteval nobenega posebnega vzdrževanja, kuril se je lahko z vsem, kar gori, v ogrevanem prostoru pa ni puščal nobene nesnage in pepela.
Glavni slabosti sistema sta bili dolgotrajno kurjenje, da so se tla segrela, in vzdrževanje enakomerne temperature v prostoru. Razpokana tla so omogočala uhajanje ogljikovega monoksida v prostor in pomenila nevarnost za zastrupitev z njim.

## Dol
Dol je električno ogrevana kamnita postelja z enakimi značilnostmi in vplivi na dobro počutje kot kammita tla. Pribljubljena je predvsem med Korejci v 40. in 50. letih starosti.